# Paul-François Lacoste
Pour les articles homonymes, voir Lacoste.
Paul-François Lacoste ou Pierre-François Lacoste dit abbé Lacoste de Plaisance est un ecclésiastique français, naturaliste et géologue, né le 4 février 1755 à Plaisance-du-Touch près de Toulouse et mort le 18 avril 1826 à Clermont-Ferrand.

## Biographie
Ordonné prêtre en 1777, Lacoste est d'abord vicaire à Garac, Gardouch, Verfeil puis en 1791 la Dalbade. Il devint professeur de morale. Pendant la Révolution française, il voyage en Auvergne et devient en 1798 professeur d'histoire naturelle à l’École centrale du département du Puy-de-Dôme et directeur du jardin botanique de Clermont-Ferrand. A la fermeture de l’École centrale en 1804, il est engagé par la ville de Clermont-Ferrand comme professeur d'histoire naturelle et, après sa fondation en 1808, enseigne au lycée impérial et au collège royal. En 1820 ou 1823, il fait don de sa collection de botanique et minéralogie à la ville. Le maire Antoine Blatin le désigne comme conservateur du cabinet de minéralogie et l’évêque Charles-Antoine-Henri Du Valk de Dampierre le nomme chanoine honoraire de la cathédrale de Clermont-Ferrand.

## Travaux
Concernant la nature des volcans, il suit en partie Eugène Patrin (1742-1825), bibliothécaire au Conseil des mines et auteur d'un essai sur le volcanisme. De ses idées parfois aventureuses sur les processus chimiques qui se déroulent dans les volcans du point de vue d'aujourd'hui (il adhère à l'explication neptuniste et y voit la circulation de certains liquides à l'œuvre), il ne retient que l'hypothèse selon laquelle des liquides probablement inflammables (bitume) sont à l'origine du volcanisme. Globalement, comme Patrin, il suppose encore qu'ils se sont formés à la suite du retrait de la mer, même si, selon ses observations, ils ne se sont pas formés directement dans la mer.
Au regard d'aujourd'hui, ses observations apparaissent comme un recul par rapport aux idées de ses prédécesseurs sur le volcanisme en Auvergne (Nicolas Desmarest et notamment François Dominique de Reynaud de Montlosier ou Déodat Gratet de Dolomieu).

## Publications
- Lettre de M. l'abbé Lacoste, de Plaisance, vicaire de la Dalbade, à un Curé non-conformiste., Toulouse, Broulhiet, 1791
- Lettre de M. l'abbé Lacoste, de Plaisance, vicaire de la Dalbade, à un curé non-conformiste. Seconde édition, faite par ordre du département de la Haute-Garonne, Toulouse, Broulhiet, 1791, 84 p. (lire en ligne)
- Réponse de M. l'abbé Lacoste, de Plaisance, vicaire de la Dalbade au très-révérend très-révérend Père N.T.G.C. jadis professeur, auteur de la réponse à sa Lettre à un curé non-conformiste, Toulouse, 1792, 45 p. (lire en ligne)
- Discours sur les devoirs des citoyens envers la patrie, Toulouse, 1792
- Obligations que les Français se sont imposées en acceptant la Constitution, Toulouse, 1795
- Discours sur les vertus républicaines, Toulouse, 1796
- Discours sur les avantages qui résultent de l'étude de l'histoire naturelle, Toulouse, 1797
- Observations concernant l'agriculture dans les montagnes des départements l'Auvergne, Clermont-Ferrand, 1799
- Réflexion sur la nécessité de se rallier à la Constitution et de la maintenir, Clermont-Ferrand, 1801
- Observations sur les volcans d'Auvergne, Clermont-Ferrand, chez la Veuve Delcros et fils, imprimeurs-libraires, rue de la Treille. Et chez Granier et Froin, imprimeurs, rue Ballainvilliers, 1803, 211 p. (lire en ligne)
- Lettres minéralogiques et géologiques sur les volcans d'Auvergne, Clermont-Ferrand, impr. de Landriot, 1805, 462 p. (lire en ligne)
- Discours sur ce sujet : combien les sciences, les lettres, et les arts peuvent être cultivés avec succès dans le département du Puy-de-Dôme et dans toute l'Auvergne, et quels sont les moyens de les y rendre florissans ?, Clermont, impr. de Landriot, 1819, 96 p.
- Lettre de l'abbé Lacoste,... aux amis des sciences du département du Puy-de-Dôme et des autres pays, pour leur recommander le cabinet de minéralogie de la ville de Clermont, dont il a été nommé conservateur, et le jardin des plantes de la même cité, dont il est professeur. [14 avril 1823.], Clermont, impr. de Thibaud-Landriot, 1823
- Observations sur les travaux qui doivent être faits pour la recherche d'objets d'antiquité dans le département du Puy-de-Dôme, Clermont-Ferrand, Impr. Thibaud-Landriot, 1824, 172 p. (lire en ligne)